# دانشکده داروسازی تهران
دانشکده داروسازی دانشگاه علوم پزشکی تهران یکی از دانشکده‌های داروسازی ایران وابسته به دانشگاه علوم پزشکی تهران در تهران است.

## تاریخچه
دانشکده داروسازی تهران در سال ۱۳۱۳ بنیانگذاری شد و قدیمی ترین دانشکده داروسازی در ایران است. هم‌اکنون ریاست این دانشکده را دکتر محسن امینی برعهده دارد.

## گروه‌های آموزشی
اقتصاد و مدیریت دارو
فارماسیوتیکس
داروسازی بالینی
نانوفناوری دارویی
بیوتکنولوژی دارویی
کنترل دارو و غذا
سم شناسی و دارو شناسی
داروسازی هسته ای
شیمی دارویی
فارماکوگنوزی
زیست مواد دارویی

## مراکز تحقیقاتی فعال
مرکز تحقیقات علوم دارویی
مرکز تحقیقات نانوفناوری
مرکز تحقیقات زیست مواد دارویی
مرکز تحقیقات گیاهان دارویی
مرکز تحقیقات تجویز منطقی دارو
مرکز تحقیقات بیوتکنولوژی